# Романьольский язык
Романьольский язык — язык или этнолект романской языковой семьи, на котором говорят жители современной Италии в Романье (юго-восток современной провинции Эмилия-Романья) и на севере области Марке, а также в республике Сан-Марино. Хотя это языковое явление часто называют «диалектом», это не вариант итальянского языка, а самостоятельный язык, который развивался под влиянием разных историко-культурных факторов из разговорной латыни.

## История
Обычно выделяют следующие причины сформирования данного языка:
1. греко-византийское влияние в течение VI, VII и VIII вв.;
2. германские влияния (до и после миграции варваров);
3. особенности развития живого латинского языка в некоторых областях на Апеннинах;
4. так называемое «кельтское влияние», хотя этот фактор нередко признается спорным.

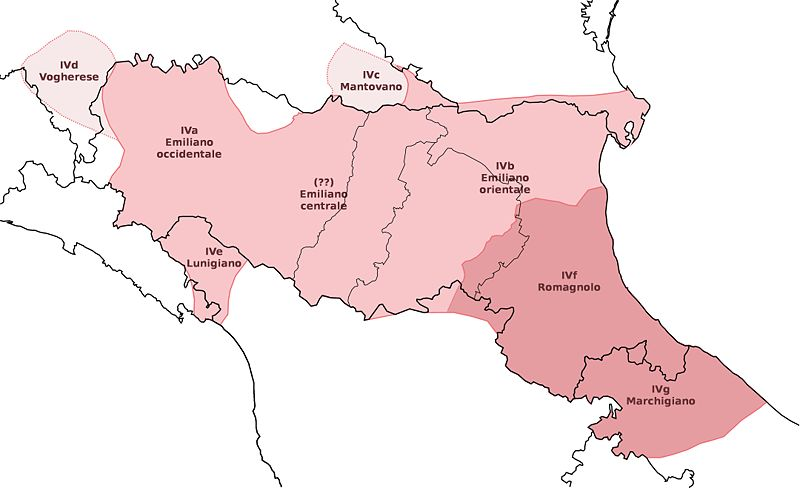
Географическое распределение романьольского языка (отмечено темно-розовым цветом)

## География распространения
- западная граница.
- северная граница:
  - река Рено служит естественной границей между романьольским языком и феррарским диалектом;
  - на романьольском говорит также население некоторых деревень к северу от реки Рено, таких как Аргента и Фило;
- южная граница:
  - за пределами Эмилии-Романьи на романьольском говорят в Сан-Марино («sammarinese»), в долинах Марекья, Конка (Монтефельтро) и в провинции Пезаро-э-Урбино.